# ARts
aRts は analog Real time synthesizer の略であり、KDE のもとでアナログシンセサイザーをシミュレートするアプリケーションである。

## 概要
aRts の重要な構成要素はサウンドサーバであり、リアルタイムで複数のサウンドストリームを混ぜるものである。artsd（d はデーモンを表す）と呼ばれるサウンドサーバは KDE の標準的なサウンドサーバとしても利用されている。このサウンドサーバは KDE に依存せず、他のプロジェクトで使うことができる。aRts は別のリアルタイムサウンドサーバである JACK Audio Connection Kit に直接競合し、Enlightened Sound Daemon (ESD) に間接的に競合する。今は artsd の代わりに ALSA のソフトウェアミキサーを使うことが一般的である。
aRts プラットフォーム には aRtsビルダーも含まれ、これは使いやすいグラフィカルユーザインタフェースを通してミキサー、シーケンサー、シンセサイザーなどのオーディオスキーマに対するカスタムのレイアウトや設定を構築するためのアプリケーションである。aRts は自由ソフトウェアであり、GNU General Public License のもとで配布されている。

## aRts の将来
2004年12月2日に、aRts の製作者や主な開発者 Stefan Westerfeld は aRts に関する多くの基本的な開発上の問題や技術問題のためにプロジェクトを離れると公表した。
KDE 4 で開発者は aRts を Phonon として知られている新しいマルチメディア API で置き換えることを計画している。Phonon では単一のマルチメディアフレームワークに依存することを避けるため、Xine のような、他のシステムの上に共通したインターフェイスを提供することになる。